# Elizabeth Perkins
Elizabeth Perkins, nom amb què es coneix Elizabeth Ann Perkins (Queens, Nova York, 18 de novembre de 1960) és una actriu estatunidenca de cinema, teatre i televisió. La seva filmografia inclou pel·lícules com Va passar ahir a la nit (1986), Big (1988), Avalon (1990), He Said, She Said (1991), The Flintstones (1994) i Miracle on 34th Street (1994). També és coneguda pel seu paper a la sèrie de televisió Weeds, pel qual va rebre tres nominacions al premi Primetime Emmy i dues al Globus d'Or.

## Biografia
Tot i que va néixer a Queens (Nova York) va créixer a Colrain (Massachusetts), amb les seves dues germanes. Els seus pares es van divorciar quan ella tenia tres anys, i més endavant va començar a fer teatre amb un grup de Greenfield (Massachusetts). Va anar a l'escola preparatòria a Northfield (Massachusetts), i del 1978 al 1981 va treure's el Certificat d'Interpretació a la Universitat DePaul de Chicago. Va fer el seu debut teatral a Broadway l'any 1984, amb l'obra Brighton Beach Memoirs de Neil Simon, i posteriorment va treballar en diverses companyies, com ara The New York Shakespeare Festival i l'Steppenwolf Theater.
El seu debut cinematogràfic va ser el 1986, amb Va passar ahir a la nit, d'Edward Zwick, i dos anys més tard va aconseguir un gran èxit professional amb Big, al costat de Tom Hanks. Va obtenir l'aclamació de la crítica per la seva interpretació a la pel·lícula de Barry Levinson Avalon (1990), i també l'any següent pel seu paper de pacient terminal de càncer a The Doctor. Més endavant va aparèixer en diverses pel·lícules i sèries de televisió, entre les quals destaca Weeds, on entre el 2005 i el 2009 va interpretar Celia Hodes, una mare alcohòlica i obsessionada amb la imatge. Per aquest paper va estar nominada els anys 2006 i 2007 al Globus d'Or a la millor actriu de repartiment en una sèrie, minisèrie o telefilm, i al Primetime Emmy en tres ocasions a la millor actriu secundària en una sèrie de comèdia. L'octubre de 2006, Perkins va afirmar que Celia Hodes era el seu personatge preferit de la seva carrera; el maig de 2010, però, va anunciar que la cinquena temporada de la sèrie seria la seva última, malgrat el cliffhanger que tenia el seu personatge a la temporada final.
Vida personal
Perkins es va casar amb Terry Kinney el 1984, i se'n va divorciar el 1988. Té una filla, Hannah Jo Phillips (nascuda el 1991), amb Maurice Phillips. L'any 2000 es va casar amb el cineasta argentí Julio Macat, el qual ja tenia tres fills: Maximillian, Alexander i Andreas.
El 2005, amb 44 anys, va descobrir que tenia diabetis autoimmune latent, una variant de diabetis mellitus de tipus 1 que sol diagnosticar-se a persones de mitjana edat.

## Filmografia

### Cinema
| Any  | Títol                                                   | Personatge          | Notes              |
| ---- | ------------------------------------------------------- | ------------------- | ------------------ |
| 1986 | Va passar ahir a la nit (About Last Night)              | Joan                |                    |
| 1987 | From the Hip                                            | Jo Ann              |                    |
| 1988 | Big                                                     | Susan Lawrence      |                    |
| 1988 | La dansa dels cors (Sweet Hearts Dance)                 | Adie Nims           |                    |
| 1990 | Amor perseguit (Love at Large)                          | Stella Wynkowski    |                    |
| 1990 | Enid Is Sleeping                                        | June                |                    |
| 1990 | Avalon                                                  | Ann Kaye            |                    |
| 1991 | He Said, She Said                                       | Lorie Bryer         |                    |
| 1991 | The Doctor                                              | June Ellis          |                    |
| 1993 | Indian Summer                                           | Jennifer Morton     |                    |
| 1993 | For Their Own Good                                      | Sally Wheeler       | telefilm           |
| 1994 | The Flintstones                                         | Wilma Flintstone    |                    |
| 1994 | Miracle on 34th Street                                  | Dorey Walker        |                    |
| 1995 | Dones sota la lluna (Moonlight and Valentino)           | Rebecca Trager Lott |                    |
| 1997 | Infern als carrers (Lesser Prophets)                    | Susan               |                    |
| 1997 | Cloned                                                  | Skye Weston         | telefilm           |
| 1997 | Rescuers: Stories of Courage: Two Women                 | Gertruda Babilinska | telefilm           |
| 1998 | I'm Losing You                                          | Aubrey Wicker       |                    |
| 1999 | Bojos a Alabama (Crazy in Alabama)                      | Joan Blake          |                    |
| 2000 | 28 dies (28 Days)                                       | Lily Cummings       |                    |
| 2000 | Si les parets parlessin 2 (If These Walls Could Talk 2) | Alice Hedley        | telefilm           |
| 2001 | What Girls Learn                                        | Mama                | telefilm           |
| 2001 | Com gats i gossos (Cats & Dogs)                         | Mrs. Caroline Brody |                    |
| 2002 | Tot el que vull (All I Want)                            | Blanche             |                    |
| 2002 | My Sister's Keeper                                      | Judy Chapman        | telefilm           |
| 2003 | Buscant en Nemo (Finding Nemo)                          | Coral               | veu                |
| 2004 | Gilded Stones                                           | Polly               | curtmetratge       |
| 2004 | Speak                                                   | Joyce Sordino       |                    |
| 2004 | Jiminy Glick in Lalawood                                | Miranda Coolidge    |                    |
| 2005 | The ring 2                                              | Dra. Emma Temple    |                    |
| 2005 | The Thing About My Folks                                | Rachel Kleinman     |                    |
| 2005 | Gent poc corrent (Fierce People)                        | Sra. Langley        |                    |
| 2005 | I que li agradin els gossos (Must Love Dogs)            | Carol Nolan         |                    |
| 2005 | Kids in America                                         | Sondra Carmichael   |                    |
| 2009 | Le Chat est mort                                        | Rhonda              | curtmetratge       |
| 2011 | Hop                                                     | Bonnie O'Hare       |                    |
| 2011 | Vince Uncensored                                        | Janet Donohue       | telefilm           |
| 2016 | Caçafantasmes (Ghostbusters)                            | Phyllis Adler       | escenes esborrades |

### Televisió
| Any     | Títol                                                     | Personatge                | Notes                                    |
| ------- | --------------------------------------------------------- | ------------------------- | ---------------------------------------- |
| 1998    | From the Earth to the Moon                                | Marilyn Lovell            | episodi "The Original Wives Club"        |
| 2000    | Battery Park                                              | Captain Madeline Dunleavy | 6 episodis                               |
| 2002    | King of the Hill                                          | Jan Shaw                  | episodi "Get Your Freak Off"             |
| 2004    | King of the Hill                                          | Mrs. Ashmore              | episodi "How I Learned to Stop Worrying" |
| 2004    | King of the Hill                                          | Sherilyn                  | episodi "The Redneck on Rainey Street"   |
| 2005    | Hercules                                                  | Alcmena                   | 2 episodis                               |
| 2005–09 | Weeds                                                     | Celia Hodes               | 63 episodis                              |
| 2009    | Monk                                                      | Christine Rapp            | episodi "Mr. Monk's Favorite Show"       |
| 2011    | The Closer                                                | Gail Meyers               | episodi "Road Block"                     |
| 2013    | How to Live with Your Parents (For the Rest of Your Life) | Elaine Green              | 13 episodis                              |
| 2014    | How to Get Away with Murder                               | Marren Trudeau            | episodi "Let's Get to Scooping"          |
| 2014    | One Child                                                 | Katherine Ashley          | 3 episodis                               |
| 2017    | Curb Your Enthusiasm                                      | Marilyn                   | 2 episodis                               |
| 2017–18 | This Is Us                                                | Janet Malone              | 3 episodis                               |
| 2017-19 | GLOW                                                      | Birdie                    | 2 episodis                               |
| 2018    | Sharp Objects                                             | Jackie O'Neill            |                                          |
| 2019    | Truth Be Told                                             | Melanie Cave              |                                          |